# Алфреду Мескіта
Алфреду Мескіта, порт. Alfredo Mesquita (1907, Сан-Паулу — 1986, Сан-Паулу) — бразильський театральний актор і режисер, заснованик (у 1948 році) та перший керівник Драматичної школи (Escola de Arte Dramática, EAD), зараз частини Університету Сан-Паулу.